# Watsonia obrienii
Watsonia obrienii là một loài thực vật có hoa trong họ Diên vĩ. Loài này được V. Tibergen miêu tả khoa học đầu tiên.